# Boa Viagem (ort)
Boa Viagem är en ort i Brasilien.   Den ligger i kommunen Boa Viagem och delstaten Ceará, i den östra delen av landet, 1 500 km nordost om huvudstaden Brasília. Boa Viagem ligger 288 meter över havet och antalet invånare är 24 671.
Terrängen runt Boa Viagem är platt. Det finns inga andra samhällen i närheten.
Omgivningarna runt Boa Viagem är huvudsakligen savann. Runt Boa Viagem är det glesbefolkat, med 11 invånare per kvadratkilometer.